# مرآة الفم

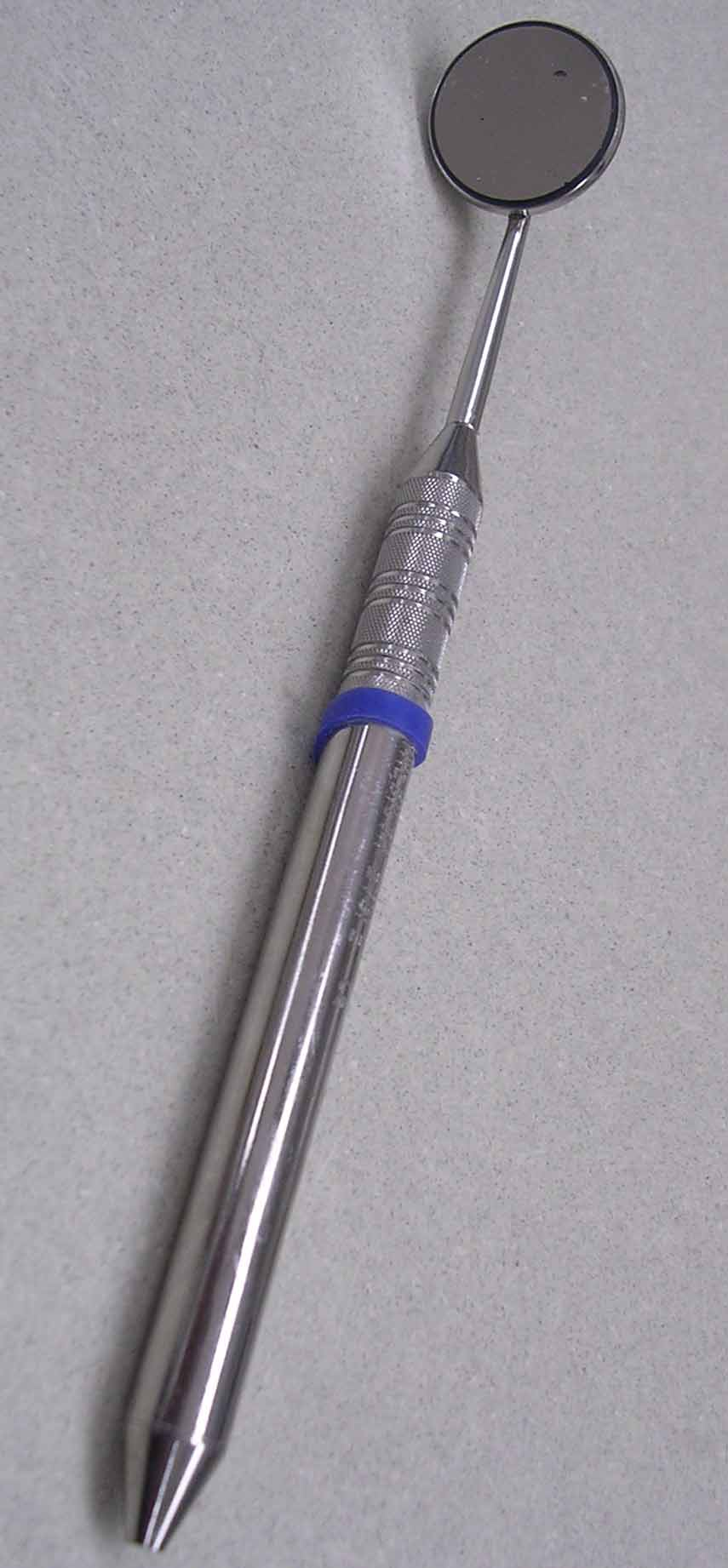
مرآة الفم (المعيار الأمريكي).

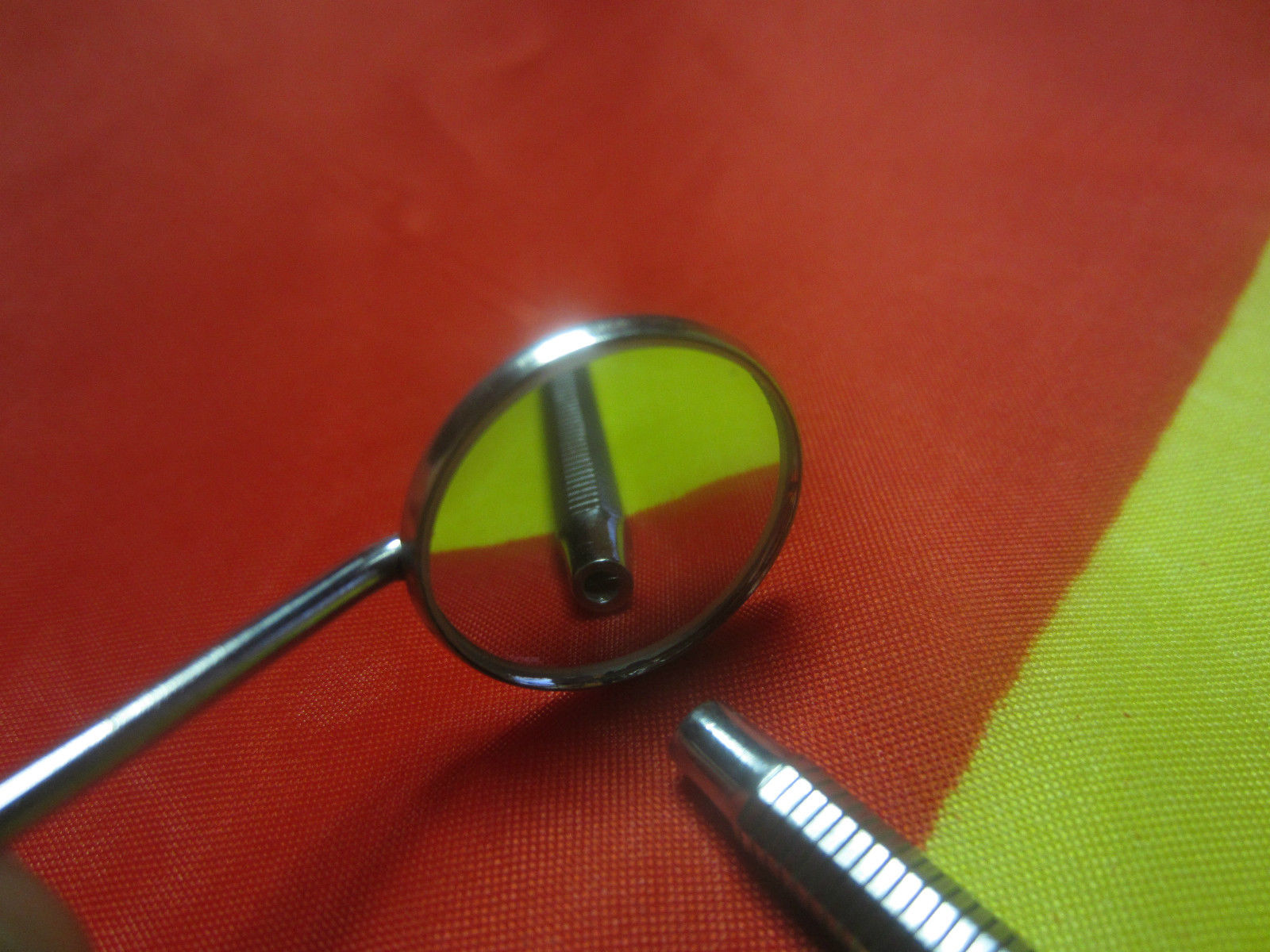
مرآة الفم (المعيار الأوروبي).

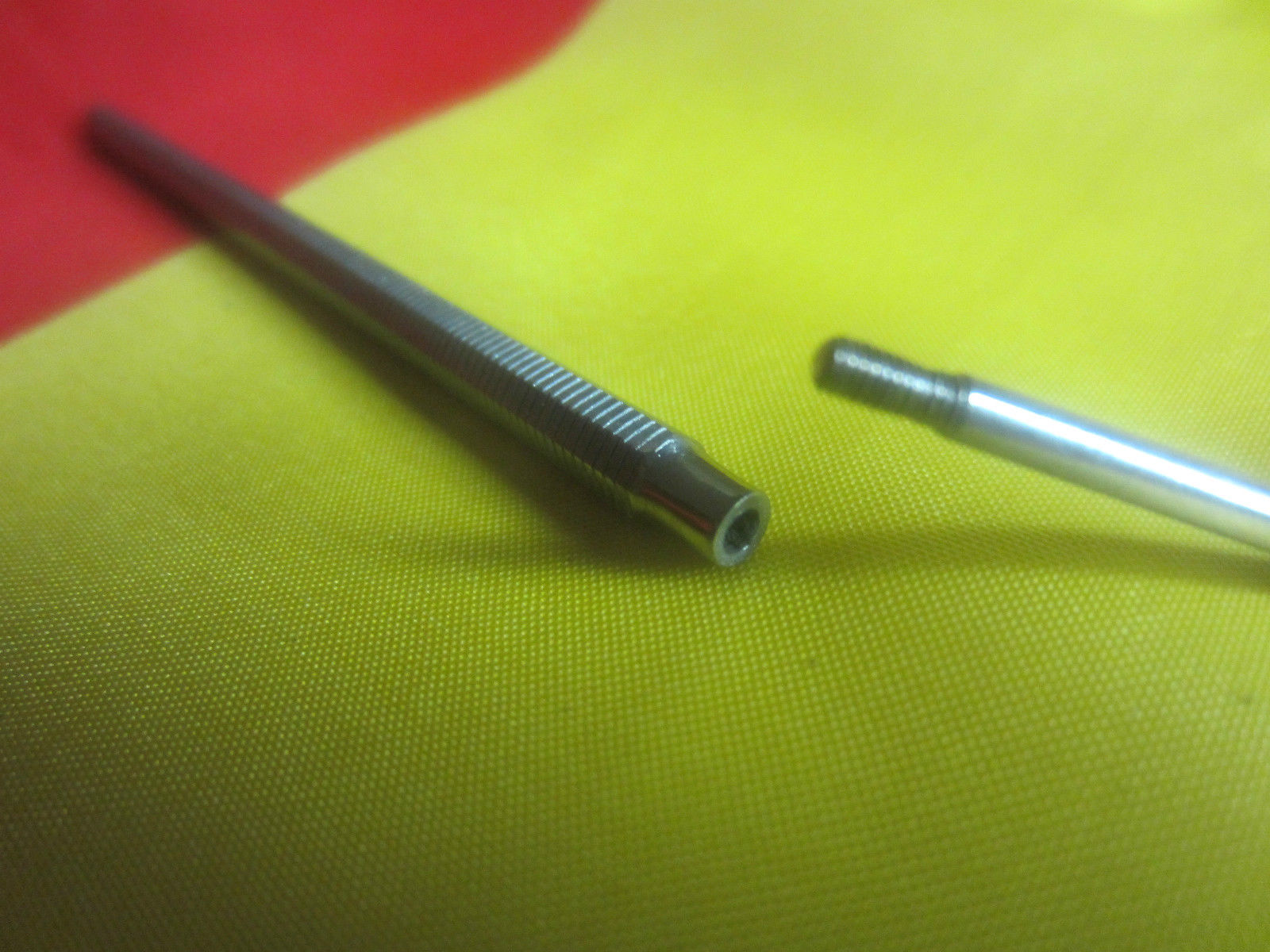
مقبض مرآة الفم (المعيار الأوروبي).

مرآة الفم (بالإنجليزية: Mouth mirror) أو مرآة طبيب الأسنان (بالإنجليزية: Dentist’s mirror) هي أداة تستخدم في طب الأسنان. رأس المرآة عادة ما يكون مستديرًا، والمقاسات الأكثر استخدامًا هي رقم 4 (⌀ 18 ملم) ورقم 5 (⌀ 20 ملم).  يُستعمل الرقم 2 أحيانًا عند الحاجة إلى مرآة أصغر، مثلًا عند العمل على الأسنان الخلفية مع وجود حاجز مطاطي. مرآة الفم لديها استخدامات واسعة. ثلاث من أهم وظائفها هي سماح طبيب الأسنان برؤية غير المباشرة، وعكس الضوء على الأسطح المرغوبة، وتراجع الأنسجة الرخوة. يوجد معياران مختلفان في الخيط لا يتوافقان مع بعضهما البعض. المعيار الأمريكي له خيط مستدق الرأس ويستخدم غالبًا في الولايات المتحدة، وكندا، وإسبانيا، وكوريا الجنوبية. 
تُحتاج الرؤية غير المباشرة في أماكن معينة من الفم إذ تكون الرؤية صعبة أو مستحيلة. تعد الأسطح الخلفية (أو اللسانية) للأسنان العلوية الأمامية منطقة بارزة إذ غالبًا تستخدم فيها مرايا الفم. يمكن رؤية مناطق أخرى من الفم بسهولة أكبر بمرآة الفم، مع أنَّ من الممكن رؤيتها إذا عدّل طبيب الأسنان أو أخصائي صحة الأسنان جسده إلى وضع سيئ. بدون مرآة الفم، قد يحدث موضع الجسم بطريقة سيئة يوميًا ويؤدي إلى مشاكل جسدية مزمنة، خاصةً في الظهر والرقبة.
يصعب إضاءة مناطق أخرى من الفم، حتى مع استعمال أضواء طبيب الأسنان العلوية. تُستخدم مرآة الفم في هذه الحالات لعكس الضوء على تلك الأسطح. وهذا مفيد خصوصًا إذا اُستخدمتْ المرآة أيضًا للرؤية غير المباشرة لمنطقة معتمة.
إضافة لذلك، تُستخدم مرآة الفم لسحب الأنسجة مثل اللسان أو الخدين لتحسين رؤية الأسنان.
يستخدم المهندسين مرايا طبيب الأسنان أيضًا بشكل شائع للسماح بالرؤية في المساحات الضيقة وحول الزوايا في المعدات. وهي أداة شائعة أيضًا في مختبرات البصريات و الليزر.